# روز جهانی حمایت از قربانیان شکنجه

روز بین‌المللی حمایت از قربانیان شکنجه - ۲۶ ژوئن یک روز جهانی با پشتیبانی سازمان ملل است که هر ساله در ۲۶ ژوئن برگزار می‌شود تا علیه جنایت شکنجه صحبت کند و از قربانیان و بازماندگان آن در سراسر جهان تکریم و حمایت کند.
این روزی است برای این که ما به افرادی بپردازیم که مصائب غیرقابل تصوری را متحمل شده‌اند. این فرصتی است تا جهانیان دربارهٔ آنچه ناگفتنی است، گفتگو کنند. این رویداد خیلی به تعویق افتاده که روزی را به یادآوری قربانیان و نجات‌یافتگان شکنجه اختصاص دهیم.— دبیرکل سابق سازمان ملل کوفی عنان،  1998

## تاریخ
این روز به دو دلیل توسط مجمع عمومی سازمان ملل متحد انتخاب شد. نخست، در تاریخ ۲۶ ژوئن ۱۹۴۵، منشور ملل متحد در جریان جنگ جهانی دوم امضا شده؛ اولین سند بین‌المللی که اعضای سازمان ملل را ملزم به رعایت و ارتقا حقوق بشر می‌کند. دوماً، در ۲۶ ژوئن ۱۹۸۷ کنوانسیون ملل متحد علیه شکنجه و سایر مجازات‌های بی رحمانه، غیرانسانی یا تحقیرآمیز به اجرا درآمد.
تصمیم برای برگزاری سالانه روز جهانی حمایت از قربانیان شکنجه توسط مجمع عمومی سازمان ملل متحد به پیشنهاد دانمارک، که محل برگزاری شورای بین‌المللی توانبخشی بین‌المللی به قربانیان شکنجه (IRCT) است، گرفته شده‌است.
اولین رویدادهای ۲۶ ژوئن در سال ۱۹۹۸ برگزار شدند. از آن زمان، نزدیک به ۱۰۰ سازمان در ده‌ها کشور در سراسر جهان هر ساله این روز را با رویدادها، جشن‌ها و کمپین‌ها گرامی می‌دارند.
در ۱۶ ژوئیه ۲۰۰۹، روز جهانی حمایت از قربانیان شکنجه به عنوان تعطیلات رسمی در بوسنی و هرزگوین رسمیت یافت.

## مشاهدات گذشته
| سال  | موضوع             |
| ---- | ----------------- |
| ۲۰۱۵ | حق توانبخشی (R2R) |

## کمپین جهانی
هر ساله IRCT برنامه‌های کمپین سازمان‌های سراسر دنیا را رصد می‌کند و در اواخر سال گزارش جهانی ۲۶ ژوئن را منتشر می‌کند و در آن وقایع برگزار شده در بزرگداشت این روز را شرح می‌دهد. طبق آخرین گزارش جهانی ۲۶ ژوئن (۲۰۱۲)، حداقل ۱۰۰ سازمان در ۶۰ کشور در سراسر جهان این روز را با کن‌رانو همایش‌ها ه‌های آموزشی، تجمعات مسالمت آمیز، رویدادهای فرهنگی و موسیقی، رویدادها برای کودکان و غیره گرامی داشتند.